# Acrodus acutus
Acrodus acutus (лат.) — вид вымерших хрящевых рыб из семейства Acrodontidae отряда гибодонтообразных. Ископаемые остатки вида известны из позднетриасовых отложений (рэтский ярус) Франции.

## История открытия
Вид был описан швейцарско-американским палеонтологом Луи Агассисом в 1839 году. Видовое название acutus означает «заострённый» и относится к зубам Acrodus acutus.

## Палеоэкология
Acrodus acutus был нектонным хищником, будучи, таким образом, водным животным, способным противостоять течению воды. 
Из отложений неидентифицированного пласта исторической области Франш-Конте также известно гибодонтообразное Lissodus minimus и костные рыбы Gyrolepis albertii и Sargodon tomicus. Оттуда также описаны ископаемые остатки, вероятно принадлежащие лучепёрой рыбе Pygopterus concavus. В близлежащих отложениях были обнаружены окаменелости Acrodus acutus и Lissodus minimus, а также хрящевых ганоидов Saurichthys striatulus и Saurichthys subulatus.